# Culture en Aquitaine
La culture rassemble un ensemble de pratique propre à un groupe humain sur un territoire localisé. L'Aquitaine a des caractéristiques culturelles propres pour certaines et partagées pour d'autres.

## Les équipements culturels

### Les musées
Listes des musées :
Gironde (Bordeaux),
Dordogne,
Landes,
Lot-et-Garonne,
Pyrénées-Atlantiques

### Les cinémas
Les agglomérations offrent une diversité d'équipements cinématographiques plus importante que dans les espaces ruraux. En ville, les multiplexes côtoient les salles d'Art et d'Essai. À la campagne, les cinémas sont généralement mono-écran.
Une volonté locale peut aboutir à un maillage territorial cohérent. C'est le cas, par exemple, des en Gironde, avec le réseau de l'ACPG ou avec le réseau Ciné Passion en Périgord qui organise la projection de films en 22 lieux à la campagne
Une année[Quand ?], le cinéma Le Lux (Le Buisson) fut classée salle mono-écran en espace rural ayant la plus importante fréquentation de France.
Par ailleurs, des salles sont ouvertes uniquement au cours de l'été.
Dordogne
- Le Cyrano (Bergerac)
- Le Rex (Sarlat)
- Le Club (La Roche Chalais)
- le Lux (Le Buisson-de-Cadouin)
- Cap Cinéma (Périgueux)
- Le Ciné Roc (Terrasson)
- Le Clair (Thiviers)
- Cinéma Notre Dame (Mussidan)

Gironde
- Bordeaux : Méga CGR Le Français, UGC Ciné Cité Gambetta, UGC Ciné Cité Bassins à flots, Cinéma Utopia, Mégarama Bordeaux Bastide (le Jean Vigo a fermé)
- Bègles : Cinéma Festival, où se tient en décembre le festival du film d'animation de Bègles
- Blanquefort : Cinéma Les Colonnes
- Canéjan : Cinéma / Centre culturel Simone Signoret
- Carbon-Blanc : Cinéma Favols (groupe ARTEC)
- Cestas : Cinéma Rex
- Eysines : Cinéma Jean Renoir (groupe ARTEC)
- Léognan : Espace culturel Georges Brassens
- Marcheprime : La Caravelle
- Mérignac : Mérignac-Ciné
- Pessac : Le Jean Eustache
- Saint-Médard-en-Jalles : Cinéma L'Étoile (ex Ciné Jalles) (groupe ARTEC)
- Sainte-Eulalie : Cinéma Grand Écran
- Talence : Cinéma UGC (anciennement Gaumont)
- Villenave d'Ornon : Méga CGR

- Andernos-les-Bains : La Dolce Vita
- Arcachon : Multiplex Grand Écran
- Bazas :  Cinéma Vog
- Biganos : Cinéma / Centre Culturel Biganos (groupe ARTEC)
- Blaye : Cinéma Le Zoetrope (groupe ARTEC)
- Cadillac : Cinéma Lux
- Carcans : L'Estran, pendant les vacances (groupe ARTEC)
- Captieux :  Cinéma / Centre audiovisuel
- Coutras : Cinéma / Espace Culturel Maurice Druon (groupe ARTEC)
- Créon : Cinéma Max Linder
- Gujan-Mestras : Cinéma Gérard Philippe (groupe ARTEC)
- Hourtin :  Cinéma de l'Océan Lou Hapchot
- La Réole : Cinéma Rex
- La Teste-de-Buch : Multiplexe Grand Écran
- Lacanau : Cinéma L'Escoure
- Langon : Multiplexe Grand Écran et Cinéma Les 2 Rio
- Le Pian-Médoc : Cinéma Mégarama
- Lesparre-Médoc :  Cinéma Jean Dujardin (ex Le Molière) (groupe ARTEC)
- Libourne : Multiplexe Grand Écran
- Monségur :  Cinéma Eden
- Pauillac :  Cinéma L'Éden
- Pompignac : Cinéma L'Anamorphose (groupe ARTEC)
- Saint-André-de-Cubzac : Cinéma Villa MonCiné
- Saint-Ciers-sur-Gironde : Cinéma Le Trianon
- Sainte-Foy-la-Grande : Cinéma La Brèche
- Salles : Cinéma Le 7ème Art (groupe ARTEC)
- Soulac-sur-Mer :  Cinéma Océanic (groupe ARTEC)

Landes
- L'Aquitaine (Hagetmau)
- L'Albret (Vieux-Boucau-les-Bains)
- L'Atlantic (Biscarosse)
- L'Atlantic (Soustons)
- Cinéloisirs (Morcenx)
- L'Entracte (Mugron)
- Le Grand Club (Dax)
- Le Grand Ecran (Pontonx-sur-Adour)
- Le Grand Ecran (Saint-Vincent-de-Tyrosse)
- Le Jean Renoir (Biscarosse)
- Le Kursaal (Castets) visiter le site
- Le Média 7 (Saint Sever)
- Le Rex (Hossegor)
- Le Rio (Capbreton)
- Le Royal (Mont de Marsan)
- la chevre et le renard (groland)

Lot-et-Garonne
- Le Carnot (Agen)
- Cine 4 (Castillonès)
- Le Comœdia (Marmande)
- Le Liberty (Monsempron-Libos)
- Les Montreurs d'Images (Agen)
- Le Rex (Tonneins)
- L'Utopie (Sainte-Livrade-sur-Lot)

Pyrénées-Atlantiques
- L'Aiglon (Cambo-les-Bains)
- L'Atalante (Bayonne)
- L'Autre Cinéma (Bayonne)
- Le Baïtha (Mauleon-Licharre)
- Le Gabizos (Mourenx)
- Le Luxor (Oloron)
- Méga CGR (Bayonne)
- Le Méliès (Pau)
- Oscar Cinémas (Anglet)
- Le Rex (Saint-Jean-de-Luz)
- Le Royal (Anglet)
- Le Studio (Orthez)
- Les Variétés (Hendaye)

### Les théâtres
Concernant Bordeaux : Voir l'article : "Salles de théâtre de Bordeaux".

### Les salles de spectacle
Voir : Liste de salles de spectacle en France > Nouvelle-Aquitaine

## Les bandas
Les bandas sont des orchestres de musique de fête, des fanfares habillées de couleurs vives, parfois accompagnées de danseurs. Ils sont caractéristiques du Sud-Ouest de la France.

## Le rugby
Très implanté dans le Sud-Ouest, ce sport est pratiqué dans la plupart des régions d'Aquitaine.
Voir Clubs de rugby à XV en Nouvelle-Aquitaine

## Le vin
Les vins d'Aquitaine proviennent du Bordelais, mais aussi de la région de Bergerac, du Béarn, de la région de Duras ou de Buzet, etc.

## Les ferias
Une feria est une fête locale annuelle répandu dans le Sud de la France.
Selon les villes (fêtes de Bayonne, fêtes de Dax, fêtes de la Madeleine à Mont-de-Marsan, etc.), elle se compose de corridas, de lâchers de taureaux dans les rues, l'installation de bodegas, l'animation des bandas, la déambulation du corso des chars.

## Les festivals
L'Aquitaine recense un grand nombre de festivals dans plusieurs domaines :

### Arts plastiques
ART-FLOX : ART-FLOX, portail de l'art contemporain en Aquitaine

### Atypique
- Les Nuits atypiques (Langon, Gironde) - juillet

- Ouvre la Voix (Entre-deux-Mers, Gironde) - septembre. (2007, 5e édition)

- Festival VivaCité (La Réole, Gironde) - juillet

- Festival Satiradax, satire à Dax

### Musical
- Musique au cœur du Médoc, classique/jazz/chorales dans le Médoc, de janvier à juin
- Muzik'O Rama, fin mars, pop/rock, electro et tremplin étudiant à Talence
- Festival Eufonia, mai musical dans les "Coteaux Bordelais" (Entre-Deux-Mers) (musique classique)
- Festi'mai, mai, communauté de communes de Seignanx - Tarnos :
- Festival International de Jazz de Bordeaux, mi-mai
- Musiques métisses à Angoulême, mi-mai
- Fly Fest, festival de groupes locaux rock/metal/punk au Skate Park de Bellegrave à Pessac, mi-mai
- Carcan'Scène, spectacles de rue jeune public autour du lac de Carcans, 3e semaine de mai
- Fête de l'Humanité de Villenave-d'Ornon, fin mai
- Le Haillan Chanté, Festival chanson française, fin mai
- Abracada'sons, à Miramont-de-Guyenne (47), aux environs de fin mai, mi juin
- Les Escapades Musicales, musique classique au Bassin d'Arcachon, fin mai à fin juillet
- Musiques à Pile (MKP), 1er w/e de juin, parc du château Bômale à Saint-Denis-de-Pile
- Fête de la morue à Bègles (fin mai, début juin)
- Festival ODP à Talence
- Festival "En bonne voix", fête de la rosière à Pessac (début juin)
- Car'scene Rock'son, à Carcen-Ponson (40), en avril
- Fêt'en Jalles, fête de la Saint-Médard, 1er w/e juin à Saint-Médard-en-Jalles
- Garorock : 2e w/e de juin, Marmande (Lot-et-Garonne)
- Echapée Belle, 2e w/e juin à Blanquefort. Arts de la rue et jeune public
- Fête de la Rosière de La Brède, féria, concerts, 2e w/e juin
- Festival Jazz360, 2e w/e juin à Cénac et Quinsac
- festival de musique Bordeaux Entre Deux Mers, musique classique, juin
- Festes baroques, mi juin à mi juillet, Graves/Sauternais
- Festival d'art vocal Unikalo, mi juin - début juillet, bassin d'Arcachon
- Lestiac en Live, / Lestiac en Scène, fin juin, parc de la mairie à Lestiac
- Côté Jardin, fin juin, Château de Podensac
- Les Z'Arpètes à Gradignan, fin juin, MJC Malartic, arts du dehors
- Festival des Fifres des Garonne / fête de l'alose et du vin à Saint-Pierre-d'Aurillac, fin juin
- Festifolies, fin juin, Eysines
- Grand Parc en Scène, fin juin/début juillet
- Festival des Hauts de Garonne - juillet
- Le Festival des Ploucs (Saussignac, Dordogne) - juillet
- Estivales du Médoc, musique classique, du 1er au 13 juillet :
- Cap Ferret Music Festival, musique classique, 1re semaine de juillet :
- Festival Jalles House Rock, rock, à Saint-Médard-en-Jalles, début juillet
- Festival du Swing de Monségur, début juillet
- Euskal Herria Zuzenean (Idaux-Mendy, Pyrénées-Atlantiques) - juillet
- Festival Arte Flamenco(Mont-de-Marsan, Landes) - juillet
- Rues et Vous, festival médiéval, Rions (Gironde), début juillet
- Tchanquetas à Arcachon : tapas, musique et régate, début juillet
- Rencontres Musicales Internationales des Graves : musique classique dans des châteaux, mi-juillet à fin juillet
- AfroLatines d'Eymet (Dordogne), juillet ou août
- Music O Teich, autour du 14 juillet
- Festival Confluences à Coutras, 2e w/e juillet
- Festival country de Mirande], mi juillet : http://www.country-musique.com
- Nuits atypiques
- Festival international de Mios, de danses, de musiques et art du monde, 3e w/e de juillet :
- Festival de Celtic Music et Country Dance à Sainte-Foy-la-Grande, 3e w/e juillet
- Rencontres lyriques de Cambes, fin juillet
- Jazz in Sanguinet, fin juillet (Landes)
- Le Grand Souk à Ribérac (Dordogne), fin juillet
- Festival Emmaüs Lescar-Pau, fin juillet
- Musiques épicées, Château de Saint-Aulaye (24), fin juillet/début août :
- Festival des pays du Sahel 1er w/e d'août, Gare cycliste de Saint-Médard-en-Jalles
- Reggae Sun Ska Festival : 1er w/e d'août à Cissac-Médoc
- Festival Flamenco Pourpre : 1er w/e d'août à Bergerac
- Festival A Fleur de Rock (Lanton, Gironde) - début août - festival rock du bassin d'Arcachon
- Festival de Country du Barp, début août
- Rencontres Musicales En Agenais, août (musique classique)
- Musicalarue à Luxey (40), 40 000 festivaliers, mi-août
- Baladins à Cadillac (Gironde), 3e w/e d'août
- Mascarock, à Saint-Pardon / Vayres, 3e w/e d'août
- Les Chantiers-Théâtre de Blaye et de l'Estuaire, Festival de théâtre, fin août
- Musical'Océan à Lacanau Océan, musique classique, fin août
- Le Grand Pruneau Show à Agen, concerts, spectacles, animations, dernier w/e août
- Grain d'automne, fin août à fin octobre, musique, culture & vins de Bergerac, région de Bergerac
- Les Concerts Sauvages, concerts underground, Bordeaux-Bastide, 1er w/e de septembre
- Latinossegor, festival de SALSA : Hossegor, fin août/début septembre
- Country Landes Festival, fin août/début septembre (En 2010, à Seignosse) :
- Les gueilles de bonde à Macau, concerts et arts de la rue, 1er w/e de septembre
- Semeurs de Rêve à Saint-Laurent-Médoc, arts de la ue, 1er w/e de septembre
- Médiévales de Bouliac, début/mi-septembre
- Toros y Salsa, tauromachie et concerts gratuits de salsa à Dax, 2e w/e septembre
- Cripple Creek Western Festival, western/country à Saint-Médard-en-Jalles, mi septembre
- Ouvre la Voix, mi-septembre, concerts, vélo et vin sur la Voie Verte de l'Entre-Deux-Mers
- Festival Corazón latino en septembre à Cenon
- Festival "Chant Devant" à Saint-André de Cubzac (dernier w/e septembre : concerts scène bordelaise)
- Anatz-i ! Festival à Le Passage d'Agen (dernier w/e septembre : concerts rock)
- Festival Grain d'Automne (Bergeracois, Dordogne) - septembre/octobre
- Les Campulsations (fin septembre/début octobre)
- Les Nouveaux Rendez-vous de Terres Neuves (à Bègles, fin septembre)
- Festival Bordeaux Chanson (2e w/e octobre : chanson française)
- Vibrations urbaines, fin octobre/début novembre à Pessac (Bellegrave) : cultures urbaines (hip-hop, sports de rue : glisse, basket...)
- Découvertes du Printemps de Bourges : 2e samedi de novembre, gratuit
- Chicago Blues Festival / Nuits du blues 3e samedi de novembre à Léognan
- Festival Overlook - (Bergerac, Dordogne) - novembre
- Bulles d'Afrique : fin novembre/début décembre au campus
- Festival Musicacité - La Réole

#### Disparus
- Festival "Au fil des mots" à Lesparre, lecture, poésie, chanson... mi-mai, années impaires
- Peñas y Salsa (Bayonne, Pyrénées-Atlantique) - juin
- Leoska, se déroulait fin mars/début avril, à Léognan (Gironde)
- Festival International d'Orgue de Bordeaux, du 21 juin à septembre
- Festival Plein F’ART, théâtre de rue et musique actuelle, Le Taillan-Médoc, début juillet
- Les déferlantes francophones (Capbreton, Landes) - juillet
- Les extravagances (Biarritz, Pyrénées-Atlantiques) - juillet
- Les Impulsives (Cussac, Gironde) - juillet
- La Ruée au Jazz (Bayonne, Pyrénées-Atlantiques)- juillet
- Festival des cultures solidaires à Cadillac (Gironde) du 26 au 27 septembre 2008
- L'Autre Festival (Fonroque, Dordogne) - août
- Congo Square à Bordeaux (3e samedi de septembre : concerts swing / r'n'b / nouvelle orléans, square Dem Bos, quartier Ste-Croix/St-Michel)
- 33 Blues Festival à Pompignac (Gironde) (3e samedi de septembre)
- Festiva Port Brésil par l'asso Toda Naçao, fin mai à Cadaujac
- Les Océaniques à Tarnos (Landes), mi juillet : plus d'actualité
- BIG Festival (Biarritz International Groove), fin juillet
- Sadirac Country Festival, mi-septembre, musique et danse country
- Les Rendez-vous de Terres Neuves (à Bègles, début octobre)
- Rue Libre ! à Bordeaux-Nord
- Les Paradis Artificiels concerts à Bordeaux/environs; semaine entière (fin octobre/début novembre)

### Cinéma et audiovisuel
- Les Rencontres Buissonnières (Le Buisson-de-Cadouin, Dordogne) - février
- Festival de Biarritz (Biarritz, Pyrénées-Atlantiques) cinémas et cultures d'Amérique latine site officiel
- Festival International des Programmes Audiovisuels (FIPA) à Biarritz
- Festival International des Jeunes Réalisateurs (Saint-Jean-de-Luz, Pyrénées-Atlantique) - octobre. (2007, 12e édition)
- Festival international du cinéma au féminin (Bordeaux, Gironde) - octobre
- Festival international du film d'histoire de Pessac (Pessac, Gironde)
- Rencontres du cinéma Latino Américain (Bordeaux - Gironde) - mars
- Festival du film d'animation de Bègles "Les nuits magiques" en décembre

### Littérature
- Escale du livre, Bordeaux - avril

### Bande dessinée
- Salon de la BD de Bassillac (Bassillac, Dordogne) - octobre. (2011, 22e édition)

### Danse
- La Part des anges (Artigues, Gironde)- juillet (2007, 4e édition)
- Corazon Latino : festival organisé par l’association Republica latina qui se tient au Rocher Palmer à Cenon (Gironde), commune limitrophe de Bordeaux, en septembre, qui propose des concerts de salsa, des shows, stages et initiations gratuites (au parc Palmer) de danses, 3 grandes soirées dansantes et une garden party gratuite dans le parc Palmer[1]. Du côté des danses on trouve, entre autres, de la salsa (sous ses diverses variantes), de la bachata, de la kizomba, du cha-cha-cha, du semba, du tango et du forró.

### Théâtre
- Festival de théâtre de Blaye et de l'Estuaire (Blaye, Gironde) - août

Festival organisé par l'association Les Chantiers-théâtre, dans le cadre des Scènes d'été en Gironde.
- Festival des jeux du théâtre (Sarlat, Dordogne) - Juillet/août site officiel

### Arts de la rue
- Fest'arts (Libourne, Gironde)- août (2007, 16e édition) site officiel
- Mimos (Périgueux, Dordogne) - août
- Festi'art (moliets)

### Culture asiatique et culture geek
- Festival Animasia
- Bordeaux GeekFest